# La Caixeta (Cameles)
La Caixeta és un megàlit de l'època neolítica del terme comunal de Cameles, modernament traslladat al terme veí de Corbera la Cabana, a la comarca del Rosselló (Catalunya del Nord), on també és denominat Dolmen del Còrrec de Montou.
Es trobava a la zona nord-oest del terme comunal, dalt d'una carena al nord-oest també de Vallcrosa, molt a prop del límit amb les comunes de Corbera i Corbera la Cabana, però fou desmuntat i traslladat a prop del Circuit de motocròs del Montou, del terme veí de Corbera la Cabana.

## Característiques
Descobert per Eugène Devaux entre 1934 i 1936, és un dolmen simple en bastant mal estat, principalment pel fet d'haver estat desmuntat del lloc on era i tornat a muntar a l'emplaçament actual. A causa del seu estat actual no es pot determinar a quin tipus de dolmen simple pertany. Es veu que en el seu emplaçament original havia estat desmuntat per a aprofitar les seves pedres com a abric.
Devaux informava que estava mig derruït, la taula i la porta esmicolades en molts trossos. La pedra del fons i els dos suports laterals eren encara dempeus. Un d'ells, per la part interior, presenta cinc o sis cassoletes molt juntes disposades en forma de creu.